# Фортуна на монетах Древнего Рима

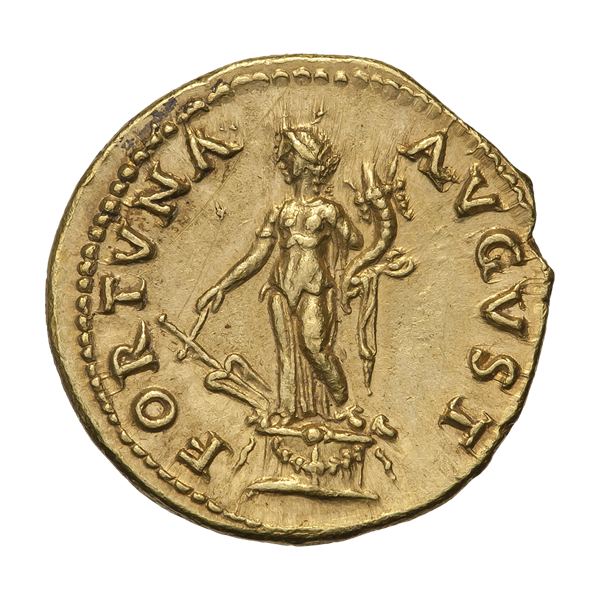
Изображение Фортуны Августы на ауреусе Веспасиана

Фортуна на монетах Древнего Рима присутствует на нескольких сотнях типов денежных знаков Римской республики и империи. В римской мифологии Фортуна была богиней счастья, случая и удачи. Её начинают помещать на монеты с I столетия до н. э. Особое место культ Фортуны занимал в религиозной политике Октавиана Августа. При Веспасиане общепринятым стал образ Фортуны в виде женщины с судовым рулём и рогом изобилия, который появлялся и на монетах следующих императоров, вплоть до принятия христианства основной религией государства.

## Фортуна в римской мифологии
В римской мифологии Фортуна была богиней счастья, случая и удачи. Изначально ей поклонялись как богине урожая, олицетворяя со случайностью, непредвиденным стечением обстоятельств, имеющих важную роль в жизни земледельца. Впоследствии она стала богиней судьбы и счастливого случая. Культ богини счастья разделяется на множество отдельных частей. Её почитали как высшую силу «судьбы сегодняшнего дня», «данного места», «частных дел», «общественных дел», «доброй судьбы», «злой судьбы», «мужской судьбы», «милостивой судьбы» и т. п. В римском обществе с выраженным стремлением к материальному благополучию Фортуна стала одной из наиболее популярных богинь.
Граждане Рима воспринимали Фортуну не как абстрактное обозначение удачи, а как реальное божество пантеона. Одним из верований жителей столицы империи была легенда о Фортуне, которая путешествовала на протяжении столетий по разным странам включая Ассирию, Персию, сопутствовала Александру Македонскому во время его походов и в конечном итоге навсегда остановилась на Палатинском холме.
Фортуну помещали как на монетах римской республики, так и большинства императоров.

## Фортуна на республиканских монетах

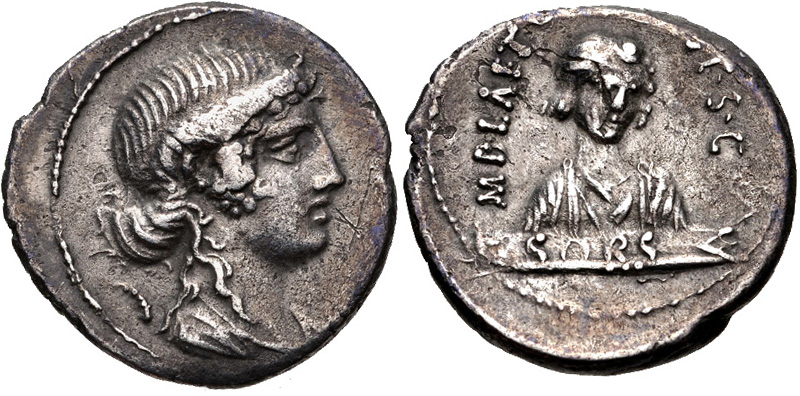
Фортуна c сыном Сорсом на денарии

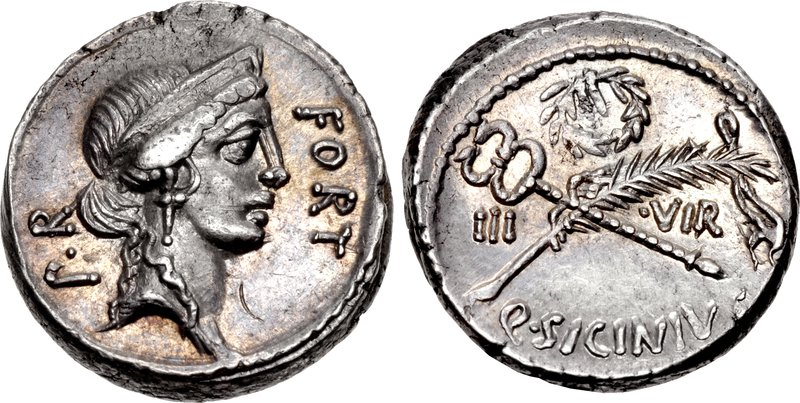
Фортуна римского народа на денарии начала Гражданской войны 49—45 гг. до н. э.

Фортуну начинают помещать на монеты с I столетия до н. э. Нумизматы связывают это с началом серии Гражданских войн. Богиня, по мнению ответственных за выпуск, должна способствовать их победам. На одной из самых ранних монет с изображением Фортуны поместили и её сына Сорса. Также она может фигурировать как «Фортуна римского народа» (лат. Fortuna populi romani) («FORT P R»).

## Фортуна на имперских монетах

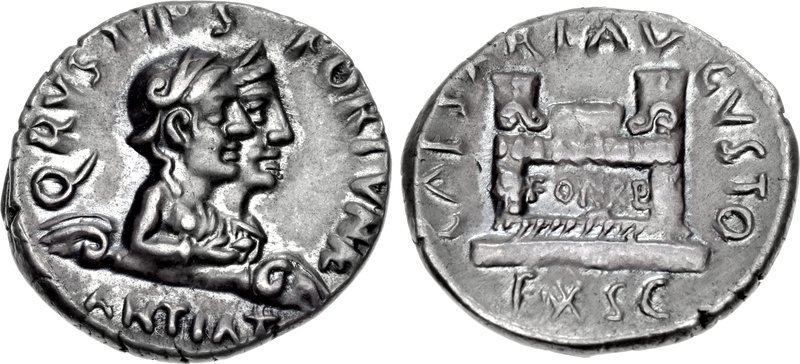
Фортуна Победоносная и Счастливая на денарии Октавиана Августа

Особое место культ Фортуны занимал в религиозной политике Октавиана Августа. В 19 г. до н. э., в честь возвращения принцепса из Сирии, сенат постановил построить храм Фортуны Возвращения (лат. Fortuna Redux). В нём весталки ежегодно проводили жертвоприношения, и периодически устраивали августалии. Именно этот приезд императора в Рим из Сирии стал поводом для сооружения храма, так как Август достиг не только временного примирения с парфянами, но и возврата ими утраченных римлянами знамён, имевших для них священный характер. Ассоциации с военными успехами Фортуны Редукс подчёркивало и место святилища, рядом с храмом Чести и Доблести.
В том же году отчеканили денарии с изображением на аверсе двух женских голов — Фортуны Счастливой (лат. Fortuna Felix) и Фортуны Победоносной (лат. Fortuna Victrix), а на реверсе — алтаря Фортуны Возвращения с надписью «FOR RE».

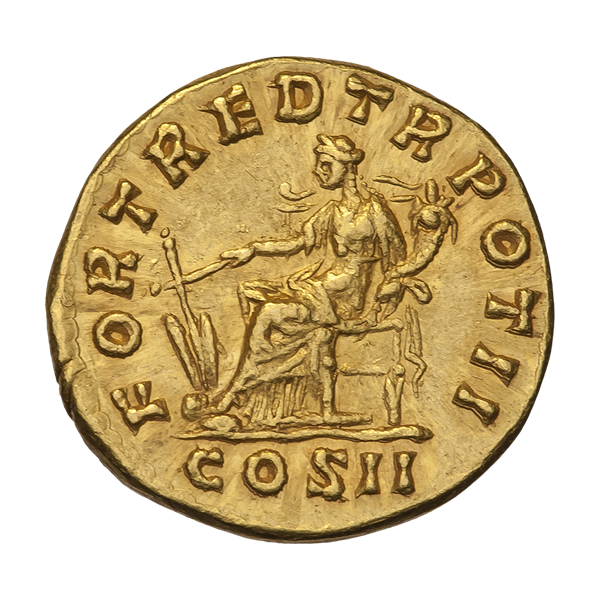
Фортуна Возвращения («FORT RED») на ауреусе Луция Вера (161—169)

Начиная с Веспасиана изображения Фортуны Редукс начинают помещать на монеты в честь возвращения императора из дальних провинций или военных походов. При нём также стал общепринятым образ Фортуны в виде женщины с судовым рулём и рогом изобилия, который появлялся и на монетах следующих императоров. При Антонинах Фортуну, как и других божеств, начинают изображать также сидящей на кресле. При Адриане (117—138) на монете Фортуна пожимает руку императору или изображена рядом с богиней надежды Спес. На монетах Септимия Севера (193—211) император приносит жертву Фортуне.

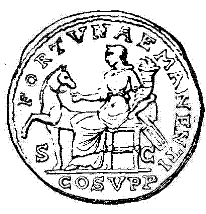
Фортуна Пребывающая («Fortuna Manenti»)

Из множества эпитетов Фортуны на монетах, кроме вышеперечисленных, находят отображение:
- Богиня Фортуна с эпитетом Августа становится составляющей частью культа римских императоров. Ей посвящают храмы[3], а её изображение помещают на монеты;
- Пребывающая Фортуна (лат. Fortuna Manens), в противоположность Фортуне мимолетной (лат. Fortuna mobilis), появляется впервые на монетах Коммода (177—192). Отличительной чертой изображения является лошадь, которую она удерживает правой рукой[20];
- Женская Фортуна (лат. Fortuna Muliebri) — культ покровительницы единожды женатых римских матрон введен в память о женщинах, чьи просьбы к Кориолану позволили спасти Рим. Она находит отображение на денарии времен правления Марка Аврелия (161—180) с его супругой Фаустиной на аверсе[21][22];
- Снисходительная Фортуна (лат. Fortuna Opsequens) — появляется на серии монет Антонина Пия (138—161). Отличительная черта — наличие не только рога изобилия и судового руля, но и ритуального сосуда для возлияний во время жертвоприношений патеры[23];
- Счастливая Фортуна (лат. Fortuna Felix)[24];
- Фортуна доброй судьбы (лат. Fortuna Bona)[25];
- Отважная Фортуна (лат. Fortuna Forti)[26].